# Großau (Gemeinde Ertl)
Großau ist ein Ortsteil der Gemeinde Ertl in Niederösterreich.
Die Streusiedlung befindet sich südöstlich von Ertl an der Abzweigung nach Maria Neustift. 
Vermutlich in der Mitte des 18. Jahrhunderts wurde in Großau ein Vorkommen an Steinkohle entdeckt. In einem Bericht der Geologischen Bundesanstalt wird angeführt, dass bereits 1754 zahlreiche Baue in Großau vorhanden gewesen sein sollen. Diese erstreckten sich zwischen der Ortmühle im Osten und dem Ramingbach im Südwesten. Die meiste Bergbautätigkeit befand sich aber in den Gräben um das Wirtshaus Großau sowie in der unmittelbaren Umgebung des Maigrabens, wobei diese Kohle von höchster Qualität war. Der Bergbau intensivierte sich im 19. Jahrhundert und kam zu Beginn des 20. Jahrhunderts zum Erliegen, obwohl es bis nach dem Zweiten Weltkrieg Versuche zur Wiederaufnahme gab.